# Guido Mazzetti
Guido Mazzetti (Bologna, 24 giugno 1916 – Perugia, 14 febbraio 1997) è stato un calciatore e allenatore di calcio italiano, di ruolo centrocampista.

## Biografia
Dopo avere aderito al Partito d'Azione, nel giugno 1944 fu arrestato dai fascisti nell'atto di distribuire volantini del Comitato di Liberazione Nazionale dove si chiedeva, ai fascisti che non avevano commesso reati, a non aderire alla Repubblica di Salò. Fu quindi portato al camposanto, davanti alla tomba di un fucilato: per estorcergli – invano – una confessione gli spararono due colpi vicino al viso: il responsabile della Questura di Perugia lo portò quindi in centro città e lo lasciò libero.
Nell'aprile del 2011, la III Commissione Consiliare del Comune di Perugia ha approvato all'unanimità la mozione di intitolare una via o una piazza della città con il nome di Guido Mazzetti; nell'agosto del 2013 la scelta è caduta sul piazzale d'ingresso allo stadio Renato Curi.
Suo figlio, Guglielmo Mazzetti (1944-2025), è stato uno dei più valenti giornalisti sportivi umbri.

## Carriera

### Giocatore

Mazzetti (ultimo da sinistra) nella stagione 1948-1949, calciatore dei Grifoni. Assieme a lui, Luigi Gioacchino Nebbia (secondo da sinistra).

È stato un calciatore di discreto livello durante gli anni 30 e 40, militando fra l'altro nelle file di Parma, Perugia, Borzacchini Terni, Udinese, Napoli, Savoia, Stabia, Siracusa e Acireale.

### Allenatore
I maggiori successi della carriera li ha raggiunti come allenatore.
Ha guidato il Siracusa (1946-1947 e 1947-1948), l'Acireale (1949-1950) il Parma (1958-1959 e 1959-1960), il Perugia in più riprese e per parecchie stagioni (14 campionati: 4 in quarta serie, 5 in Serie C e 5 in Serie B, centrando nel 1966-1967, con Lino Spagnoli come presidente, una storica promozione in Serie B e sfiorando negli anni successivi anche la promozione in Serie A). La carriera segue sulla panchina di Livorno per 4 campionati (1962-1963, 1963-1964 con promozione in Serie B, 1964-1965 e 1976-1977), Reggina (1972-1973), Catania per 6 campionati (1973-1974, 1975-1976, 1977-1978, 1980-1981, 1981-1982, 1985-1986), Sambenedettese (1984-1985), Taranto per 2 campionati (1974-1975 e 1978-1979), Monza per 2 campionati (1982-1983 e 1983-1984), Foligno per 2 campionati (1954-1955 e 1955-1956) e Città di Castello (1979-1980).
Oltre che per la longevità professionale, si è distinto anche per il fatto di non essere mai retrocesso in carriera e di annoverare vari salvataggi di squadre in lotta per la retrocessione. Detiene il record di panchine in Serie B tra gli allenatori italiani, 626. È stato anche Presidente Nazionale dell'Associazione Allenatori.
È deceduto a Perugia il 14 febbraio 1997. Nella partita di Serie A Perugia-Milan (1-0) è stato dedicato un minuto di raccoglimento alla sua memoria, in virtù delle quattro stagioni da calciatore e delle quattordici da allenatore dei Grifoni.

## Palmarès

### Allenatore
- Campionato italiano Serie C: 2

Livorno: 1963-1964 (girone B)
Perugia: 1966-1967 (girone B)